# Juegos Panafricanos de 2011
Los X Juegos Panafricanos se celebraron en Maputo (Mozambique), del 3 al 18 de septiembre de 2011. Originalmente Lusaka, Zambia había sido designada sede del evento, pero tras su renuncia en 2009 la capital de Mozambique se hizo cargo de la tarea.

## Juegos Panafricanos
Los Juegos Panafricanos son un acontecimiento multideportivo que enfrenta cada cuatro años a participantes de todos los países de África, organizado por la Asociación de Comités Olímpicos Nacionales de África (ANOCA).
Los primeros Juegos fueron sostenidos en 1965 en Brazzaville, Congo. El Comité Olímpico Internacional concedió el reconocimiento oficial como un acontecimiento de multideporte continental, junto con los Juegos de Panamericanos y Juegos asiáticos.

## Países participantes
- Argelia
- Angola
- Benín
- Botsuana
- Burkina Faso
- Burundi
- Camerún
- Cabo Verde
- República Centroafricana
- Chad
- Comoras
- República del Congo
- Costa de Marfil
- Yibuti
- República Democrática del Congo
- Egipto
- Guinea Ecuatorial
- Eritrea
- Etiopía
- Gabón
- Gambia
- Ghana
- Guinea
- Guinea-Bisáu
- Kenia
- Lesoto
- Liberia
- Libia[2]
- Madagascar
- Malaui
- Mali
- Mauritania
- Mauricio
- Mozambique
- Namibia
- Níger
- Nigeria
- Ruanda
- Santo Tomé y Príncipe
- Senegal
- Seychelles
- Sierra Leona
- Somalia
- Sudáfrica
- Sudán del Sur
- Sudán
- Suazilandia
- Tanzania
- Togo
- Túnez
- Uganda
- Zambia
- Zimbabue

## Medallero
El país anfitrión está resaltado en azul.
| Núm. | País                            | Oro | Plata | Bronce | Total |
| ---- | ------------------------------- | --- | ----- | ------ | ----- |
| 1    | Sudáfrica                       | 61  | 55    | 40     | 156   |
| 2    | Egipto                          | 32  | 14    | 20     | 66    |
| 3    | Nigeria                         | 31  | 28    | 39     | 98    |
| 4    | Túnez                           | 29  | 26    | 13     | 68    |
| 5    | Argelia                         | 22  | 29    | 33     | 84    |
| 6    | Kenia                           | 14  | 14    | 22     | 50    |
| 7    | Senegal                         | 8   | 8     | 17     | 33    |
| 8    | Camerún                         | 8   | 5     | 20     | 33    |
| 9    | Etiopía                         | 6   | 10    | 12     | 28    |
| 10   | Angola                          | 6   | 10    | 10     | 26    |
| 11   | Zimbabue                        | 6   | 7     | 2      | 15    |
| 12   | Ghana                           | 4   | 5     | 8      | 17    |
| 13   | Mauricio                        | 4   | 2     | 7      | 13    |
| 14   | Uganda                          | 4   | 1     | 3      | 8     |
| 15   | Botsuana                        | 2   | 5     | 9      | 16    |
| 16   | Costa de Marfil                 | 2   | 5     | 8      | 15    |
| 17   | Gabón                           | 2   | 2     | 1      | 5     |
| 18   | Sudán                           | 2   | 0     | 0      | 2     |
| 19   | Seychelles                      | 1   | 4     | 9      | 14    |
| 20   | Mali                            | 1   | 2     | 2      | 5     |
| 21   | Ruanda                          | 1   | 2     | 0      | 3     |
| 22   | Namibia                         | 1   | 1     | 5      | 7     |
| 23   | Burkina Faso                    | 1   | 0     | 0      | 1     |
| 24   | Mozambique                      | 0   | 4     | 8      | 12    |
| 25   | República del Congo             | 0   | 3     | 5      | 8     |
| 26   | Madagascar                      | 0   | 2     | 3      | 5     |
| 27   | Zambia                          | 0   | 1     | 1      | 2     |
| 28   | Tanzania                        | 0   | 1     | 0      | 1     |
| 29   | República Democrática del Congo | 0   | 0     | 6      | 6     |
| 30   | Lesoto                          | 0   | 0     | 3      | 3     |
| 31   | Níger                           | 0   | 0     | 2      | 2     |
|      | Suazilandia                     | 0   | 0     | 2      | 2     |
| 33   | Libia                           | 0   | 0     | 1      | 1     |
|      | Liberia                         | 0   | 0     | 1      | 1     |
|      | Santo Tomé y Príncipe           | 0   | 0     | 1      | 1     |
|      | Togo                            | 0   | 0     | 1      | 1     |
|      | Total                           |     |       |        |       |

## Calendario
| OC | Ceremonia de apertura | ● | Eventos de competición | 1 | Eventos finales | CC | Ceremonia de clausura |

| Septiembre            | Septiembre | 3 Sáb | 4 Dom | 5 Lun | 6 Mar | 7 Mié | 8 Jue | 9 Vie | 10 Sáb | 11 Dom | 12 Lun | 13 Mar | 14 Mié | 15 Jue | 16 Vie | 17 Sáb | 18 Dom | Eventos |
| --------------------- | ---------- | ----- | ----- | ----- | ----- | ----- | ----- | ----- | ------ | ------ | ------ | ------ | ------ | ------ | ------ | ------ | ------ | ------- |
| Ceremonies            | Ceremonies | OC    |       |       |       |       |       |       |        |        |        |        |        |        |        |        | CC     |         |
| Atletismo             |            |       |       |       |       |       |       |       |        |        |        |        |        |        |        |        |        |         |
| Bádminton             |            |       |       |       |       |       |       |       |        |        |        |        |        |        |        |        |        |         |
| Baloncesto            |            |       |       |       |       |       |       |       |        |        |        |        |        |        |        |        |        |         |
| Boxeo                 |            |       |       |       |       |       |       |       |        |        |        |        |        |        |        |        |        |         |
| Piragüismo            |            |       |       |       |       |       |       |       |        |        |        |        |        |        |        |        |        |         |
| Ajedrez               |            |       |       |       |       |       |       |       |        |        |        |        |        |        |        |        |        |         |
| Ciclismo              |            |       |       |       |       |       |       |       |        |        |        |        |        |        |        |        |        |         |
| Fútbol                |            |       |       |       |       |       |       |       |        |        |        |        |        |        |        |        |        |         |
| Gimnasia artística    |            |       |       |       |       |       |       |       |        |        |        |        |        |        |        |        |        |         |
| Balonmano             |            |       |       |       |       |       |       |       |        |        |        |        |        |        |        |        |        |         |
| Judo                  |            |       |       |       |       |       |       |       |        |        |        |        |        |        |        |        |        |         |
| Karate                |            |       |       |       |       |       |       |       |        |        |        |        |        |        |        |        |        |         |
| Netball               |            |       |       |       |       |       |       |       |        |        |        |        |        |        |        |        |        |         |
| Remo                  |            |       |       |       |       |       |       |       |        |        |        |        |        |        |        |        |        |         |
| Navegación a vela     |            |       |       |       |       |       |       |       |        |        |        |        |        |        |        |        |        |         |
| Tiro deportivo        |            |       |       |       |       |       |       |       |        |        |        |        |        |        |        |        |        |         |
| Natación              |            |       |       |       |       |       |       |       |        |        |        |        |        |        |        |        |        |         |
| Tenis de mesa         |            |       |       |       |       |       |       |       |        |        |        |        |        |        |        |        |        |         |
| Taekwondo             |            |       |       |       |       |       |       |       |        |        |        |        |        |        |        |        |        |         |
| Tenis                 |            |       |       |       |       |       |       |       |        |        |        |        |        |        |        |        |        |         |
| Triatlón              |            |       |       |       |       |       |       |       |        |        |        |        |        |        |        |        |        |         |
| Voleibol              |            |       |       |       |       |       |       |       |        |        |        |        |        |        |        |        |        |         |
| Halterofilia          |            |       |       |       |       |       |       |       |        |        |        |        |        |        |        |        |        |         |
| Total de eventos      |            |       |       |       |       |       |       |       |        |        |        |        |        |        |        |        |        |         |
| Total medallas de oro |            |       |       |       |       |       |       |       |        |        |        |        |        |        |        |        |        |         |
| Septiembre            | Septiembre | 3 Sáb | 4 Dom | 5 Lun | 6 Mar | 7 Mié | 8 Jue | 9 Vie | 10 Sáb | 11 Dom | 12 Lun | 13 Mar | 14 Mié | 15 Jue | 16 Vie | 17 Sáb | 18 Dom | Eventos |